# Rodbehandling
En rodbehandling er en procedure, der skaber et hul ned til det rum, hvor tandens nerve har siddet/sidder, hvorefter indholdet fjernes og erstattes med et rodfyldningsmateriale for at optage pladsen, således at der ikke er plads til bakterier. En rodbehandling foretages for at behandle eller forebygge smerter i tænderne og/eller betændelsestilstande i kæbeknoglerne. Målet er at udrydde bakterier og fjerne dødt væv inden i tanden.
Rodbehandling kan benyttes i flere situationer, eksempelvis ved et dybt cariesangreb i tanden, i forbindelse med en beskadiget tand, eller hvis tandhalsene er følsomme. Det kan også komme på tale, at rodbehandle tænder der har fået påsat en krone. Ved en rodbehandling bliver alt inficeret og betændt nervevæv renset ud fra tandens krone og rodkanaler. Når kronen og rodkanaler er blevet desinficeret, fyldes rodkanalerne med rodfyldningsmateriale, der forhindrer bakterier i at inficere kanalerne igen. 
Smerten der opstår i forbindelse med grundlaget for en rodbehandling, er på grund af bakterier og deres affaldstoffer. Affaldsstofferne giver kronisk betændelse i den enkelte tandnerve. Fjernelse af denne tandnerve er derfor en nødvendighed for at stoppe den uundgåelige spredning af bakteriernes affaldsstoffer, da det ellers kan udvikle sig til rodspidsbetændelse. 
Efter en endt succesfuld rodbehandling er infektionsfokuset fjernet, hvorved den bakterielle trussel, der kan inficere knoglen, er bortskaffet, og den omkringliggende knogle på ny kan hele op igen.
En rodbehandling er som regel konsekvensen af ubehandlede huller i tænderne. Huller gør ondt, men det er aldrig en god idé ikke at gøre noget ved dem, heller ikke selvom man mener at kunne ignorere smerten. Ved huller i tænderne er der nemlig også stor risiko for, at bakterierne trænger ned gennem tanden, hvor de til sidst kan skade nerverne nedenunder.
En rodbehandling er ganske enkelt en behandling og rensning af tændernes rødder.